# Gorjanovicia
Gorjanovicia je jedan od najpoznatijih rodova rudista. Nazvan je po Dragutinu Gorjanoviću-Krambergeru.

## Rasprostranjenost
Ostatci ovog roda pronađeni su u Italiji, Hrvatskoj, Crnoj Gori, Grčkoj i na Kosovu. Među lokacijama u Hrvatskoj gdje su pronađeni ostatci ovoga roda su: Brač, Fenoliga i jug Istre.

## Taksonomija
Rod Gorjanovicia sadrži tri vrste:
- Gorjanovicia endrissi (Böhm, 1927.)
- Gorjanovicia kvarneri (Polšak, 1967.)
- Gorjanovicia ugarensis (Slišković, 1975.)